# Marzieh Afkham

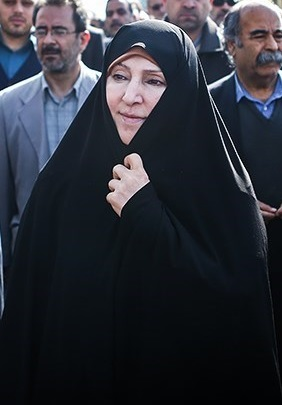
Marzieh Afkham (2015)

Marzieh Afkham (Shiraz, 11 januari 1965) is een Iraanse diplomate en tevens een van de weinige vrouwen die een belangrijke rol spelen in de Iraanse politiek.
Ze begon haar politieke carrière als diplomate in het ministerie van buitenlandse zaken van Iran. In augustus 2013 werd ze door president Hassan Rouhani benoemd als woordvoerster van het ministerie van buitenlandse zaken. Door de Syrische Burgeroorlog en het nucleaire programma van Iran kreeg ze hierdoor een belangrijke rol. Dit kadert in de politiek van Rouhani die vrouwen meer wil inschakelen. Aangezien ze de eerste vrouw ooit was als woordvoerster, kreeg ze veel tegenstand vanuit conservatieve hoek. In april 2015 wordt geopperd dat ze aangesteld zou worden als ambassadrice van Iran. Dit zou van haar de eerste vrouwelijke ambassadeur maken sinds de Iraanse Revolutie.